# Скибинецька сільська рада
| Скибинецька сільська рада — колишній орган місцевого самоврядування у Тетіївському районі Київської області з адміністративним центром у с. Скибинці. Історична дата утворення: в 1919 році. Водоймища на території, підпорядкованій даній раді: річка Роська. Сільській раді були підпорядковані населені пункти: - с. Скибинці |

## Склад ради
Рада складалась з 12 депутатів та голови.

### Керівний склад ради
Список сільських голів с. Скибинці
| ПІБ                          |  | Основні відомості                                                                       | Дата обрання | Дата звільнення |
| ---------------------------- |  | --------------------------------------------------------------------------------------- | ------------ | --------------- |
| Марченко Єфрем Якович        |  | Сільський голова,                                                                       | 1953 1956    | 1954 1977       |
| Марченко Василь Єфремович    |  | Сільський голова,                                                                       | 1977         | 1986            |
| Шпак Василь Миколайович      |  | Сільський голова, освіта вища                                                           | 1986         | 2002            |
| Маханьков Іван Дмитрович     |  | Сільський голова, освіта - Талліннська школа міліції (заочне відділення)                | 2002         | 14.01.2006      |
| Комар Валерій Володимирович  |  | Сільський голова, 1967 року народження, освіта середня спеціальна, безпартійний         | 26.03.2006   | 31.10.2010      |
| Грабовенко Василь Сергійович |  | Сільський голова, 1979 року народження, освіта середня спеціальна, член Партії регіонів | 31.10.2010   |                 |

Примітка: таблиця складена за даними джерела